# Кинофестиваль в Авориазе 1977 года
V Международный фестиваль фантастического кино в Авориазе (кинофестиваль) (Le 5eme edition du Festival international du film fantastique d'Avoriaz)  проходил во французских Альпах (Франция) в январе 1977 года. 

## Жюри
Стивен Спилберг (Steven Spielberg) — президент
- Арман (Arman)
- Мишель Одиар (Michel Audiard)
- Жан Фарран (Jean Farran)
- Иври Гитлис (Ivry Gitlis)
- Курд  Юргенс (Curd Jurgens)
- Робер Лаффон (Robert Laffont)
- Жак Ланцманн (Jacques Lanzmann)
- Жорж Лотнер (Georges Lautner)
- Сидни Ром (Sydne Rome)
- Клод Соте (Claude Sautet)
- Жорж Вакевич (Georges Wakhevitch)

## Лауреаты
- Гран-при: «Кэрри» (Carrie), США, 1976, режиссёр Брайан де Пальма

- Спец. приз жюри: «Бог велел мне[англ.]» (Got Told Me To), США, 1976, режиссёр Ларри Коэн

- Специальное упоминание: актриса Сисси Спейсек за женскую роль в фильме «Кэрри» (Carrie), США, 1976.

- Приз зрительских симпатий фантастическому фильму: «Большой автобус» (Big Bus,The), США,  1976, режиссёр Джеймс Фроули

- Приз критики: «Кто может убить ребёнка?» (¿Quién puede matar a un niño?),  Испания,  1976, режиссёр Нарциссо Ибаньо Серрадо